# Wappen Südgeorgiens und der Südlichen Sandwichinseln
Das Wappen Südgeorgiens und der Südlichen Sandwichinseln wurde 1985 angenommen, also in dem Jahr, in welchem das Territorium eine eigene Verfassung erhielt.

## Geschichte
Zuvor waren Südgeorgien und die Südlichen Sandwichinseln ein den Falklandinseln unterstelltes Gebiet, deren Wappen auch hier gültig gewesen war. Vor 1962 wiederum, als die Inseln noch Teil des Britischen Antarktis-Territoriums waren, wurde dessen Wappen anstelle des Wappens der Falklandinseln verwendet.

## Beschreibung
Das Wappen Südgeorgiens und der Südlichen Sandwichinseln zeigt auf einem weiß-blau gerautetem Schild eine grüne gestürzte Spitze mit einem goldenen Löwen eine goldene Fackel mit roter Flamme haltend und von zwei goldenen sechszackigen Sternen begleitet.
Schildhalter sind rechts ein Seebär auf einem Felsen und links ein Goldschopfpinguin auf einer Eisscholle. Über dem Wappen ein zugewandter Krötenkopfhelm mit blau-silbernen Helmdecken und blau-silbernen Crest, auf dem ein Rentier mit goldenem Geweih steht.

Flagge Südgeorgiens und der Südlichen Sandwichinseln

Union Flag des Civil Commissioners Südgeorgiens und der Südlichen Sandwichinseln

Unter dem Schild steht auf einer goldenen Schleife das Motto der Inseln in lateinischer Sprache und schwarzen Majuskeln: „Leo Terram Propriam Protegat“ (Der Löwe beschütze sein eigenes Land).
Symbolik: Ein goldener Löwe mit goldener Fackel und roter Flamme symbolisiert das Vereinigte Königreich und die Entdeckungen. Das blau-silberne Rautenmuster ist dem Wappen des Entdeckers James Cook entnommen. Der Seebär und der Goldschopfpinguin sind beide heimische Tiere Südgeorgiens. Das Ren erinnert an die zwei auf Südgeorgien gefundenen Rentierherden.
Dieses Wappen findet sich im Flugteil der Flagge Südgeorgiens und der Südlichen Sandwichinseln und in dem Union Jack des Civil Commissioner des Territoriums.

## Wappen des Departamento Islas del Atlántico Sur

Wappen von Tierra del Fuego, Antártida e Islas del Atlántico Sur

Argentinien, das die Inseln als Departamento Islas del Atlántico Sur für sich beansprucht und der Provinz Tierra del Fuego, Antártida e Islas del Atlántico Sur zurechnet, verwendet als Wappen Südgeorgiens und der Südlichen Sandwichinseln ebenso wie für die Malvinas das Wappen ebenjener Provinz.